# Rodný dům Václava Hanky
Rodný dům Václava Hanky se nalézá v centru obce Hořiněves v okrese Hradec Králové nedaleko od kostela svatého Prokopa. Tento dům je chráněn jako kulturní památka ČR. Národní památkový ústav dům uvádí v katalogu památek pod rejstříkovým číslem ÚSKP 19640/6-614.

## Popis
Rodný dům  obrozence Václava Hanky je přízemní venkovský roubený dům s šindelovou střechou - bývalá zájezdní hospoda vystavěná okolo roku 1720. Obdélná budova má patrovou křížovou světničku vysazenou do ulice na čtyřech profilovaných dřevěných sloupech. Budova byla v minulosti součástí čtyřstranně uzavřeného hospodářského dvora, z kterého se více nedochovalo.
V čelní straně předsunuté komory je umístěn oválný kovový reliéf s podobiznou Václava Hanky slavnostně odhalený, za přítomnosti Františka Palackého a F. L. Riegra, v roce 1862. Před domem na východní straně v zatáčce silnice stojí pomník Václava Hanky. Zhotovil jej hořický sochař Černila v roce 1890.
Uvnitř se nachází stálá expozice věnovaná životu a dílu Václava Hanky (1791 - 1861).

## Galerie

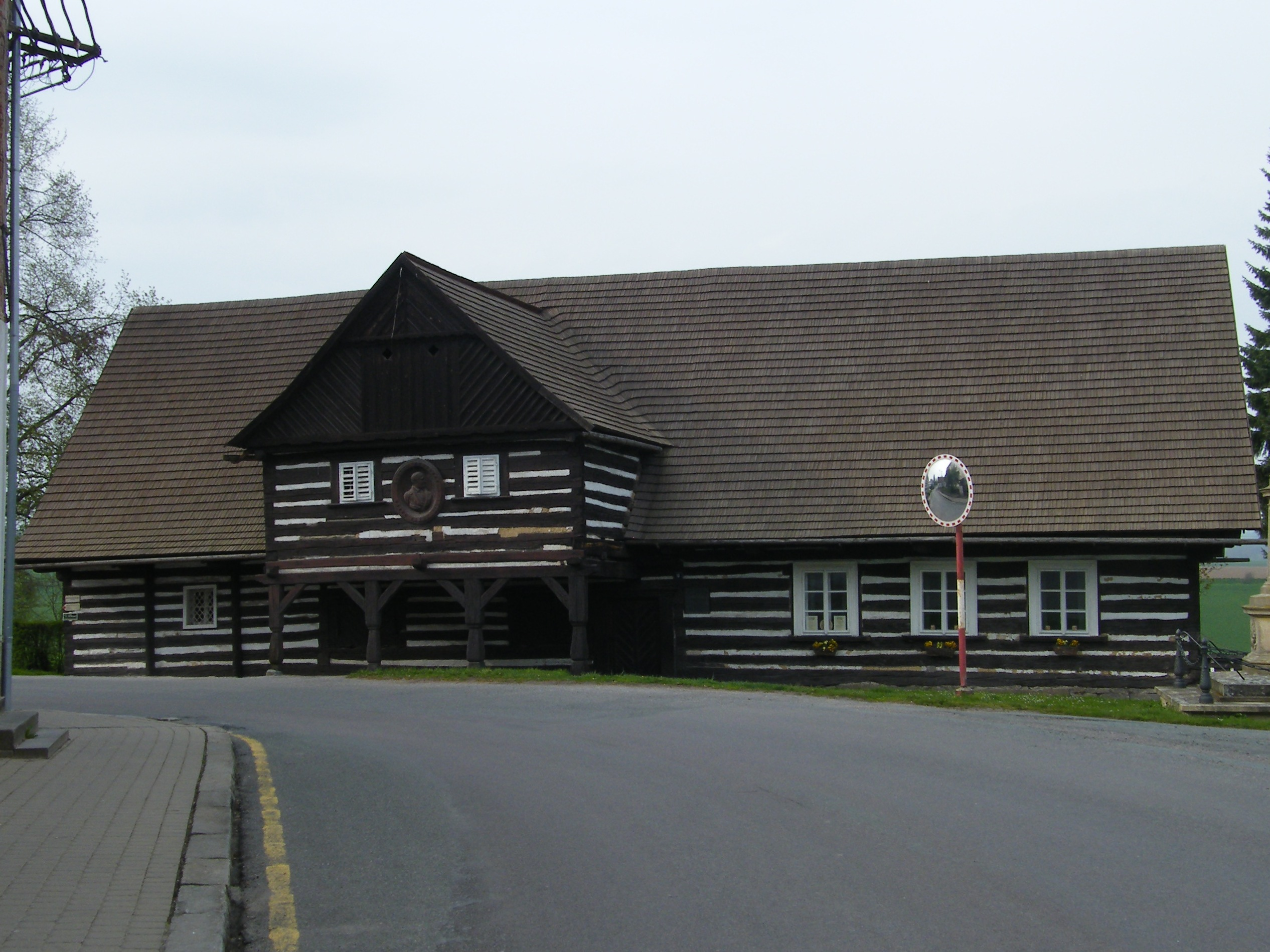
Pohled na rodný dům Václava Hanky
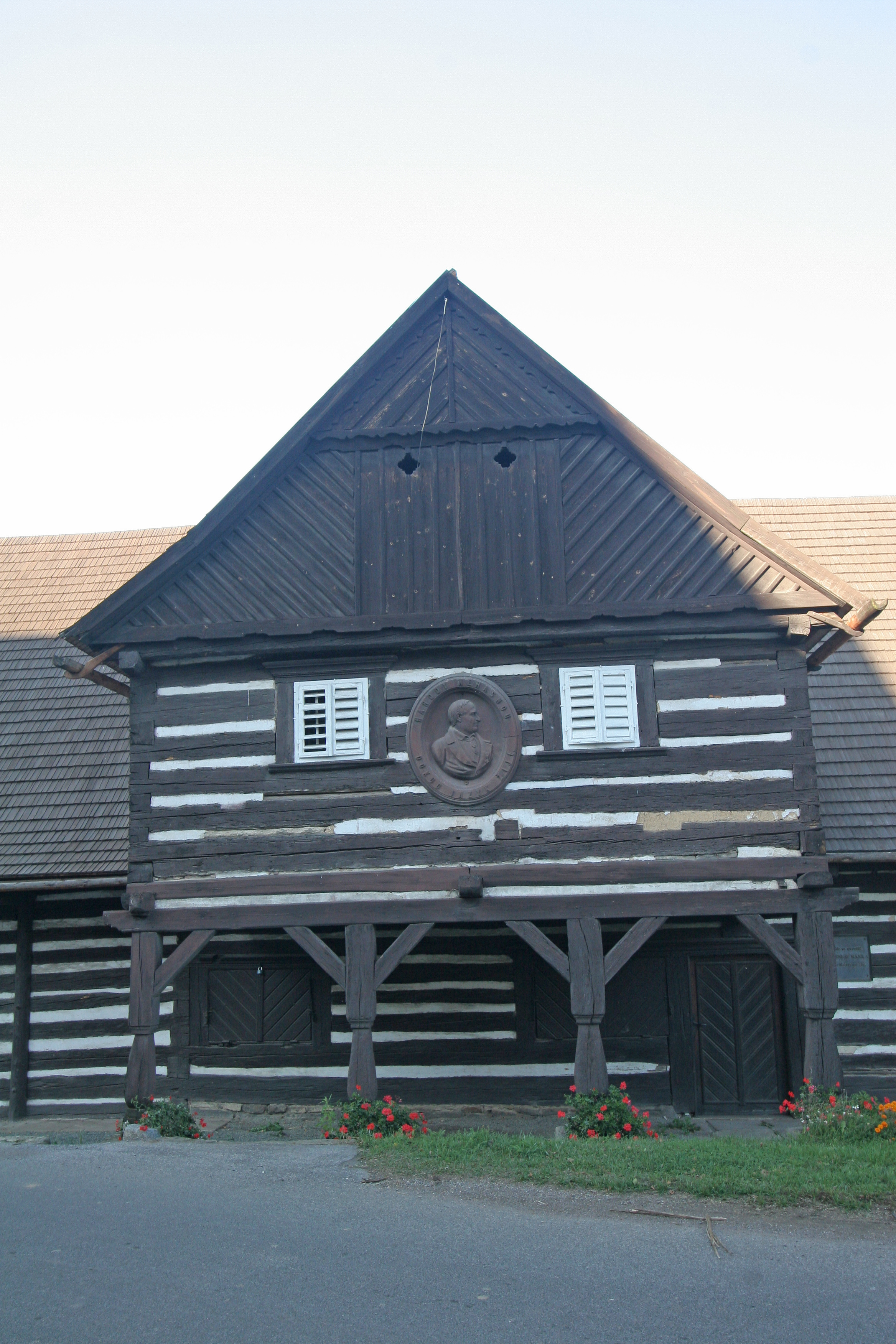
Pohled na rodný dům Václava Hanky
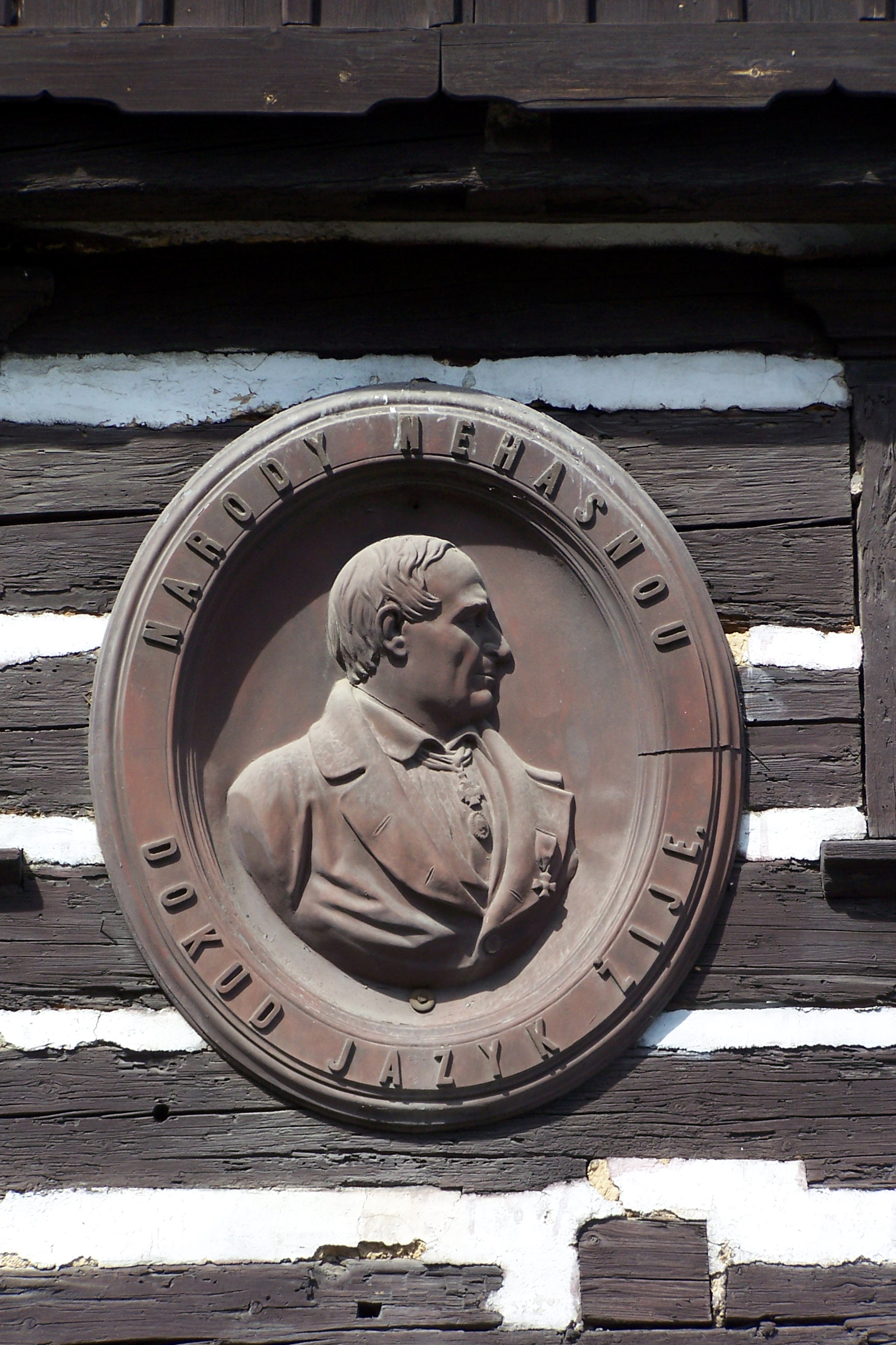
rodný dům Václava Hanky - medailon Václava Hanky
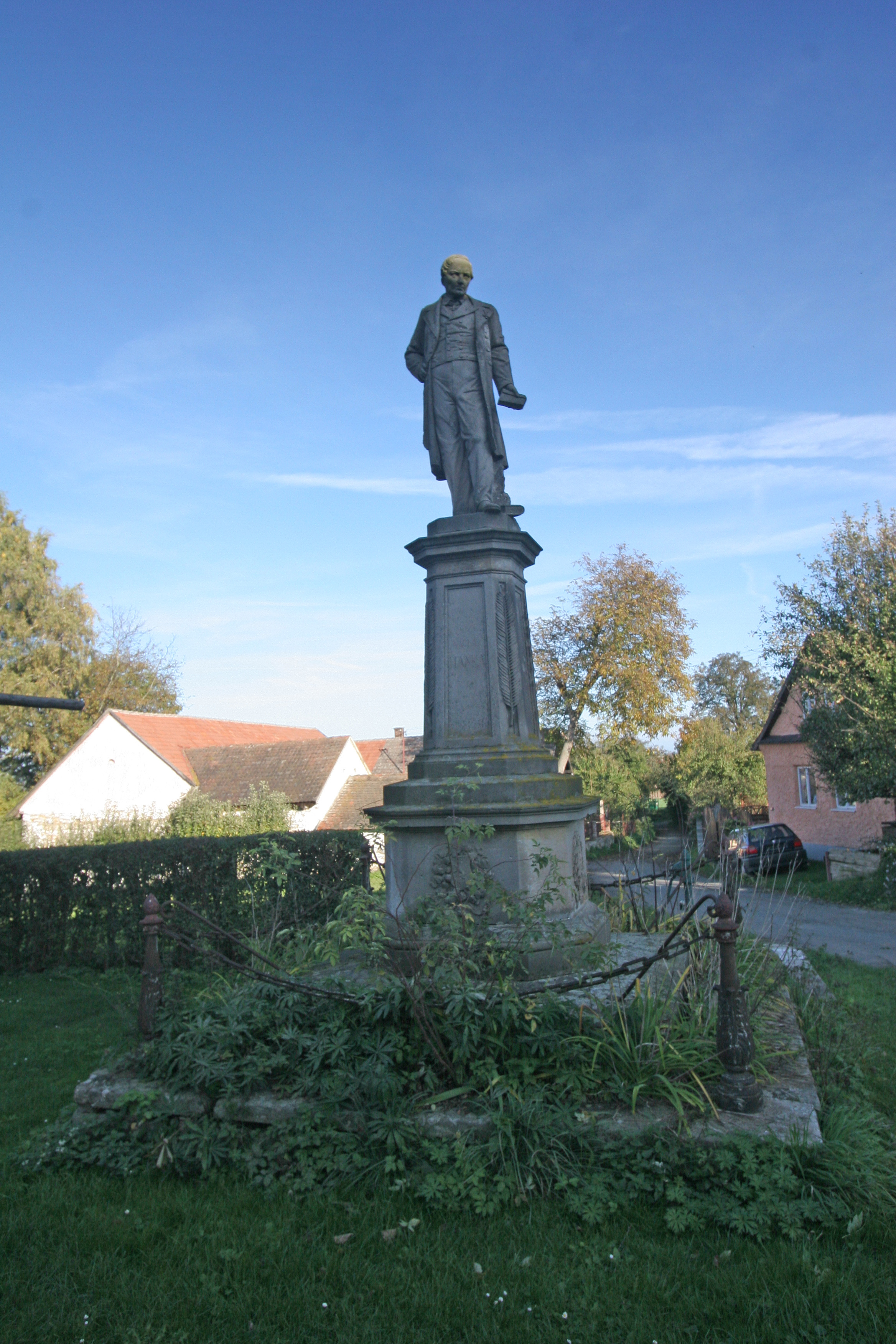
rodný dům Václava Hanky - socha Václava Hanky